# The Dirty Mac
The Dirty Mac – angielska supergrupa rockowa założona w 1968 roku, w której skład wchodzili John Lennon, Eric Clapton, Keith Richards oraz Mitch Mitchell.
Jedyny występ grupy zarejestrowano 11 grudnia 1968 roku, w telewizyjnym show zespołu The Rolling Stones, pt. „The Rolling Stones Rock and Roll Circus”. Grupa zagrała wtedy piosenkę „Yer Blues”, którą zespół The Beatles opublikował kilka miesięcy wcześniej na swoim albumie The Beatles, oraz awangardowy utwór Yoko Ono „Whole Lotta Yoko” (przy dodatkowym udziale samej autorki i izraelskiego skrzypka Ivry'ego Gitlisa).

## Skład
- John Lennon (jako „Winston Leg-Thigh”) – śpiew, gitara rytmiczna (z zespołu The Beatles)
- Eric Clapton – gitara prowadząca (z formacji Cream)
- Keith Richards – gitara basowa (z The Rolling Stones)
- Mitch Mitchell – perkusja (z grupy The Jimi Hendrix Experience)